# Dendronephthya arbuscula
Dendronephthya arbuscula är en korallart som beskrevs av Henderson 1909. Dendronephthya arbuscula ingår i släktet Dendronephthya och familjen Nephtheidae. Inga underarter finns listade i Catalogue of Life.